# Nagroda IIFA dla Najlepszego Filmu
Zwycięzcy Nagroda IIFA dla Najlepszego Filmu - nominowani przez znakomitości kina bollywoodzkiego w Indiach wybierani drogą internetowa przez widzów. Nagrody są wręczane na uroczystości poza granicami Indii.
| Rok  | Film                   | Producent               |
| ---- | ---------------------- | ----------------------- |
| 2000 | Hum Dil De Chuke Sanam | Sanjay Leela Bhansali   |
| 2001 | Kaho Naa... Pyaar Hai  | Rakesh Roshan           |
| 2002 | Lagaan                 | Aamir Khan              |
| 2003 | Devdas (film 2002)     | Bharat Shah             |
| 2004 | Gdyby jutra nie było   | Yash Johar              |
| 2005 | Veer-Zaara             | Yash Chopra             |
| 2006 | Black (film)           | Sanjay Leela Bhansali   |
| 2007 | Rang De Basanti        | Rakeysh Omprakash Mehra |
| 2008 | Chak De India          | Yash Chopra             |